# 14694 Skurat
14694 Skurat è un asteroide della fascia principale. Scoperto nel 2000, presenta un'orbita caratterizzata da un semiasse maggiore pari a 2,2767700 UA e da un'eccentricità di 0,1886820, inclinata di 5,33453° rispetto all'eclittica.